# الإسلام واللغة العربية
اللغة العربية في الإسلام هي اللغة القياسية اللغة الليتورجية وتعطى عمومًا دورًا خاصًا في التعليم والعبادة. يرى الكثير من المسلمين أن القرآن هو وحي إلهي — ويُعتقد أنه الكلمة المباشرة لـ الله كما أنزلت على محمد باللغة العربية. ترجمات القرآن إلى لغات أخرى لا يتم التعامل معها مثل القرآن نفسه؛ بل يُنظر إليها على أنها نصوص تفسيرية تحاول إيصال ترجمة لرسالة القرآن. وبغض النظر عن ذلك، فإنهم مقبولون بشكل عام من قبل السلطات الدينية الإسلامية كمرشدين تفسيريين لغير الناطقين باللغة العربية، على الرغم من عدم شرعيتهم في الممارسة الدينية. علماء الإسلام يجب أن يتعلموا القرآن ويفسروه باللغة العربية الفصحى. بحسب المذاهب الأربعة المقبولة في الفقه السني، يشترط أن يتم إلقاء خطبة الجمعة بالكامل باللغة العربية الفصحى.
ربما كان المصدر التاريخي لتركيز الإسلام على اللغة العربية هو تقليد الشعر العربي قبل الإسلام، حيث يعتقد الشعراء المتعلمون أن اللغة تتمتع بجودة شعرية استثنائية غير قابلة للترجمة. ويعيش هذا التقليد اليوم في الاعتقاد بأن اللغة العربية الفصحى كما تحدث بها محمد كانت "نقية" و"غير مدنسة".
يؤمن المسلمون بالأمر بالصلاة خمس مرات في اليوم، والمعروف باسم صلاح,والتي غالبًا ما تتكون جزئيًا من تلاوة آيات من القرآن. ومع ذلك، فإن الغالبية العظمى من المسلمين لا يتحدثون اللغة العربية كلغة أصلية، ويعتقد الكثير منهم بضرورة تعلم اللغة للمشاركة في الصلاة اليومية. يعتقد جميع المسلمين تقريبًا أن القرآن باللغة العربية هو نسخة طبق الأصل من النص الذي تلقاه محمد بالإملاء من الله عن طريق الرسول الملائكي جبريل ووجده في الجنة في المعراج. ومع ذلك، فإن هذا الاعتقاد ليس عالميًا لجميع المسلمين، ولم يظهر إلا مع مرور الوقت من خلال تطور الإسلام.

## لغة القرآن والحديث
تعتبر اللغة العربية جزءا من دين الإسلام، وتعلمها ليس مجرد هدف تعليمي، بل هو أيضا وسيلة أساسية لفهم المصادر الإسلامية ومعرفة عميقة بها. لقد أدرك العلماء الكلاسيكيون والمثقفون أهميته، حيث ذكر عمر بن الخطاب أنه ضروري لفهم القرآن. ويؤكد ابن الجوزي أن قواعد اللغة العربية واللغة جزء لا يتجزأ من العلوم الإسلامية، مما يوفر فهمًا واضحًا لمعنى القرآن. ابن جني يرى أن ضعف المعرفة العربية يؤدي إلى الانحراف عن الشريعة الإسلامية. ابن تيمية يعتبر المعرفة العربية فريضة دينية لفهم القرآن والسنة.
تعود جذور علم اللغة العربية إلى القرآن والشعر الجاهلي، حيث ظهر أول كتاب موثوق في قواعد اللغة العربية "سيبويه" في نهاية القرن الثاني للهجرة. الهجرة. قبل ظهور الإسلام، كان التقليد العربي شفهيًا بشكل أساسي، وكانت الكتابة تبدأ بالقرآن. هذا التقليد المكتوب مستوحى من التحديات الدينية للعصر الجديد، القلم والكتاب. وعلى الرغم من عيوب عرب ما قبل الإسلام في توثيق تقاليدهم الشفهية، فإن الاسترداد الكتابي الإسلامي لهذا التقليد الشفهي يسمح لنا بتقدير التفوق اللغوي للعرب قبل الإسلام. لقد تحدى القرآن الذكاء اللغوي للأجيال الإسلامية الأولى، إذ نزل بلغة العرب، فأتاح لهم فهمه ومعرفة معانيه سواء في المفردات أو النحو. وكثيراً ما تظهر الروايات أن محمد يفسر آيات أو كلمات لم تكن واضحة بدرجة كافية لأصحابها أو ليس لها معنى مجازي.
لقد أثر القرآن بشكل كبير في العلاقة بين الإسلام واللغة العربية، مما أدى إلى تطور العلوم الإسلامية المختلفة، وخاصة في الأدب والأدب العربي. يدعي علماء المسلمين مثل فضل الرحمن أن جميع العلوم غير العلمانية في الإسلام تدين بأصلها إلى القرآن. إن مبدأ "الإعجاز" في القرآن شائع في المدارس الإسلامية وكان عاملاً رئيسياً في الأدب العربي.
يؤكد جون بينرس على طبيعة لغة القرآن ويطلق عليه "معجزة" كمعيار للأدب العربي. ويعتقد أن المعرفة المختصة بالقرآن ضرورية لفهم الأدب العربي، حتى بدون الإيمان بأصله الإلهي. ويقول: إن القرآن يحتوي على فضائل متعالية وأفكار شعرية، ولغة غنية ومناسبة تسمو على الترجمة.
خلال السنوات الأولى للإسلام، كانت اللغة العربية حاسمة في مستواها القرآني. ومع توسع الإسلام، زادت مخاطر القراءة الخاطئة وسوء الفهم لنص القرآن. ناقش ابن خلدون أهمية اللغة العربية في العالم الإسلامي واختلاط اللغة العربية باللغات غير العربية بسبب الغزوات الأجنبية. وظهرت علوم القرآن، فأدت إلى إنشاء مدارس التفسير في مكة، والمدينة، والعراق. كان ظهور منهجية التفسير في الإسلام يهدف إلى حماية "الكلمة الإلهية" من تقلبات اللغة البشرية. وظل تاريخ اللغة العربية عاملاً مهمًا في تفاعل الإنسان مع النص القرآني
يشرح أبو حامد الغزالي كيف تطورت المصطلحات الإسلامية مثل الصلاة، الحج، الصوم، والزكاة من معانيها اللغوية الأصلية. أضاف الإسلام شروطًا دينية مسبقة إلى هذه المصطلحات، بما في ذلك الأنشطة الحركية مثل الركوع والسجود، ودمج الممارسات الدينية مثل الطواف حول الكعبة والوقوف على جبل عرفة.

## الفن والأدب
لقرون عديدة، كانت اللغة العربية بمثابة الأداة اللغوية التي تم من خلالها التعبير عن العديد من إنجازات الحضارة الإسلامية الدينية والثقافية والفكرية وصقلها. تلاوة القرآن هي تقليد فني مشابه لتقليد غناء الأوبرا، حيث من المتوقع أن يتقن المغني المعروف باسم قاري إتقانه المهارات الصوتية. خارج نطاق الصلاة اليومية، تلعب تلاوة القرآن باللغة العربية دورًا كبيرًا في الطقوس الكبرى مثل الزواج أو طقوس الجنازة.
يشتهر العالم الإسلامي بـ تقليد الخط، حيث يتم تبجيل نسخ القرآن المكتوبة بخط اليد أو الاحتفاظ بها كقطع متحفية. التقليد البصري لـ تصوير محمد، على وجه الخصوص، هو تمثيل اسمه بالخط بدلاً من تصويره بصريًا كشخصية بشرية.

## القومية
لقد كان دور اللغة العربية في الإسلام عاملاً رئيسياً مساهماً في المشاريع القومية، داخل العالم العربي وخارجه. القوميون العرب دعموا تطوير اللغة العربية الفصحى الحديثة كلغة رسمية للدولة في العالم العربي، وغالبًا ما يكون هناك صلة مباشرة بين اللغة والعقيدة الإسلامية. غالبًا ما تسعى المشاريع القومية في الدول العربية الفردية إلى تطبيق اللهجة العامية المحلية كلغة رسمية، ولكنها تقابل بمعارضة دينية بسبب "فصل العرب عن لغتهم الإلهية الواحدة".

### الجزائر
اللغة العربية الفصحى الحديثة، باعتبارها لغة القرآن، تم استخدامها على نطاق واسع في الجزائر بسبب معارضتها للغة الاستعمارية الجديدة والدين. أدى حماس قومية جزائرية للإسلام واللغة العربية، ورفض اللغة والثقافة المرتبطة بـ الفرنسية، إلى فوضى لغوية اجتماعية، حيث يفتقر العديد من المتحدثين الجزائريين إلى الإتقان المناسب لأي من اللغتين.

### باكستان
في باكستان، حيث اللغة العربية ليست اللغة الأم للمجموعات العرقية في البلاد، لا تزال اللغة العربية تلعب دورًا في المشروع القومي الديني للدولة. اللغة العربية مذكورة في دستور باكستان. ويعلن في المادة 31 رقم 2 أن "الدولة تسعى، فيما يتعلق بمسلمي باكستان (أ) إلى جعل تعليم القرآن الكريم والإسلامية إلزاميًا، لتشجيع وتسهيل تعلم المسلمين". اللغة العربية..."
أقر مجلس الشيوخ الباكستاني مشروع قانون التعليم الإلزامي للغة العربية في 1 فبراير 2021، مما يجعل تدريس العربية إلزاميًا في المدارس الابتدائية والثانوية في إسلام آباد.
بعد إنشاء باكستان في عام 1947 أثناء حركة اللغة الباكستانية الشرقية، دافع الكثيرون عن محمد علي جناح جعل عربي لغة الدولة في باكستان كدولة قومية مسلمة، وهو الأمر الذي تم دعمه وتكراره لاحقًا من قبل الكثيرين، لكن الاقتراح في النهاية لم يحظ بدعم شعبي وشعبية. أيوب خان أكد في خطته التعليمية على اعتماد اللغة الأردية والإنجليزية كلغات الدولة الأساسية في باكستان والعربية كلغة ثانوية. في يناير 1950، وافق مجلس رابطة مسلمي شرق باكستان على اقتراح لجعل اللغة العربية لغة الدولة. في الأول من فبراير عام 1951، في جلسة المؤتمر الإسلامي العالمي في كراتشي، قال آغا خان، زعيم الطائفة الإسماعيلية، إنه إذا أصبحت اللغة العربية لغة الدولة في باكستان، فإن التواصل المشترك سيكون إقامة علاقات بين مسلمي الوطن العربي وشمال أفريقيا وإندونيسيا. فضل الرحمن، وزير الاتحاد الذي يمثل باكستان الشرقية، دعا إلى كتابة اللغة البنغالية بالخط العربي (دوبهاشي).